# Gunung Raja Melayu
Gunung Raja Melayu är en kulle i Indonesien.   Den ligger i provinsen Aceh, i den västra delen av landet, 1 700 km nordväst om huvudstaden Jakarta. Toppen på Gunung Raja Melayu är 125 meter över havet.
Terrängen runt Gunung Raja Melayu är kuperad åt sydost, men åt nordväst är den platt. Terrängen runt Gunung Raja Melayu sluttar norrut.  Trakten runt Gunung Raja Melayu är nära nog obefolkad, med mindre än två invånare per kvadratkilometer. Närmaste större samhälle är Reuleuet, 17,1 km öster om Gunung Raja Melayu. I omgivningarna runt Gunung Raja Melayu växer i huvudsak städsegrön lövskog.